# Grote Prijs Jef Scherens 1964
Il Grote Prijs Jef Scherens 1964, seconda edizione della corsa, si svolse il 30 aprile 1964 su un percorso di 215 km, con partenza e arrivo a Lovanio. Fu vinto dal belga Norbert Kerckhove della Labo-Dr. Mann davanti ai suoi connazionali André Noyelle e Gustaaf Van Vaerenbergh.

## Ordine d'arrivo (Top 10)
| Pos. | Corridore               | Squadra                  | Tempo    |
| ---- | ----------------------- | ------------------------ | -------- |
| 1    | Norbert Kerckhove       | Labo-Dr. Mann            | 5h06'00" |
| 2    | André Noyelle           | Labo-Dr. Mann            | a 1'10"  |
| 3    | Gustaaf Van Vaerenbergh | Bertin-Porter 39-Milremo | a 1'20"  |
| 4    | Leon Sebregts           | Labo-Dr. Mann            | a 1'30"  |
| 5    | Leon Van Daele          | Labo-Dr. Mann            | a 1'35"  |
| 6    | Jos Dewit               | Pelforth-Sauvage-Lejeune | s.t.     |
| 7    | Walter Muylaert         | Labo-Dr. Mann            | s.t.     |
| 8    | Lode Troonbeeckx        | Labo-Dr. Mann            | s.t.     |
| 9    | Rik Luyten              | Labo-Dr. Mann            | s.t.     |
| 10   | Richard Everaerts       | Flandria-Romeo           | s.t.     |